# Purity Cherotich Kirui
Pour les articles homonymes, voir Kirui.
Purity Cherotich Kirui (née le 13 août 1991) est une athlète kenyane, spécialiste du steeple.
Le 22 juillet 2010, elle devient championne du monde junior à Moncton en 9 min 36 s 34.
Elle détient également une performance sur 1 500 m de 4 min 31 s 83, réalisée le 14 octobre 2008 à Pune lors des Jeux du Commonwealth jeunesse.

## Lien
- Ressources relatives au sport :   - Fédération des Jeux du Commonwealth
  - Ligue de diamant
  - Olympedia
  - Tilastopaja
  - Track and Field Statistics
  - World Athletics
- Article IAAF